# Eriococcus araucariae
Eriococcus araucariae är en insektsart. Eriococcus araucariae ingår i släktet Eriococcus och familjen filtsköldlöss.

## Underarter
Arten delas in i följande underarter:
- E. a. araucariae
- E. a. minor
- E. a. nudus